# Gare d'Orsay

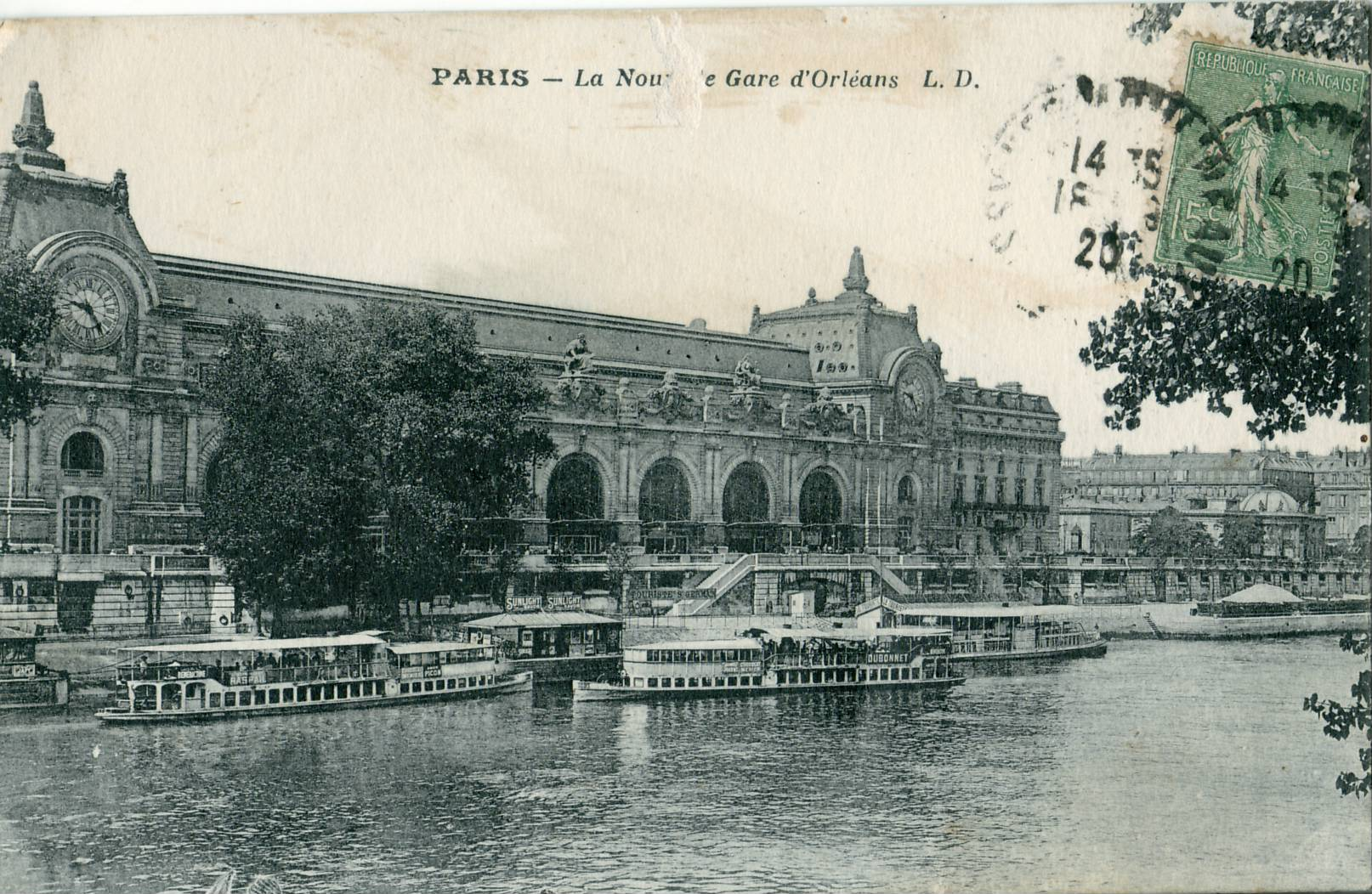
Gare d'Orsay in 1920

Gare d'Orsay (station van Orsay) was een spoorwegstation in Parijs van 1900 tot 1939. De naam verwees naar de kade waar het gebouw aan lag, de Quai d'Orsay. In het stationsgebouw is sinds 1986 het Musée d'Orsay gevestigd.
Het station lag in het 7e arrondissement, aan de linkeroever van de Seine. Het was een kopstation van meerdere spoorlijnverbindingen met het zuiden van Frankrijk. Sinds 1979 ligt hier ondergronds een station met vier sporen voor de RER C-treinen, het Gare du Musée d'Orsay.
Het gebouw werd ontworpen door de Franse architect Victor-Alexandre Laloux (1850-1937) voor de Compagnie du chemin de fer de Paris à Orléans (PO), en werd gebouwd tussen 1898 en 1900. Op deze locatie stond eerder het Palais d'Orsay (1810), dat tijdens de revolutie van 1871 in brand werd gestoken en daarna niet meer werd herbouwd.

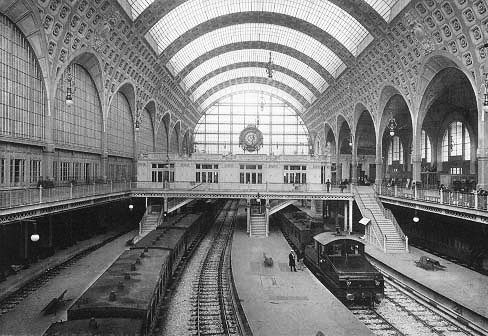
interieur Gare d'Orsay rond 1900

Gare d'Orsay werd in 1900 geopend en was in eerste instantie bedoeld voor de bezoekers van de Exposition Universelle van dat jaar. Verder moest het de toegankelijkheid binnen Parijs verbeteren; voor de PO lag hun voormalige Parijse terminus, de Gare d'Austerlitz te excentrisch. Het gebouw werd ontworpen om de kundigheid van Frankrijk uit te stralen. Omdat het traject vanaf Gare d'Austerlitz grotendeels ondergronds lag was stoomtractie niet mogelijk. De treinen reden tot Gare d'Austerlitz onder stoom en werden vervolgens door elektrische locomotieven naar Gare d'Orsay gereden. Het interieur van het station kon daarom zeer rijk worden gedecoreerd zonder angst voor beschadiging door stoom en rookgassen.
Vanaf 1920 werden verschillende plannen ontwikkeld voor het verlengen van het traject naar het westen. Tot uitvoering kwam het echter niet. In 1939 werd het station gesloten.

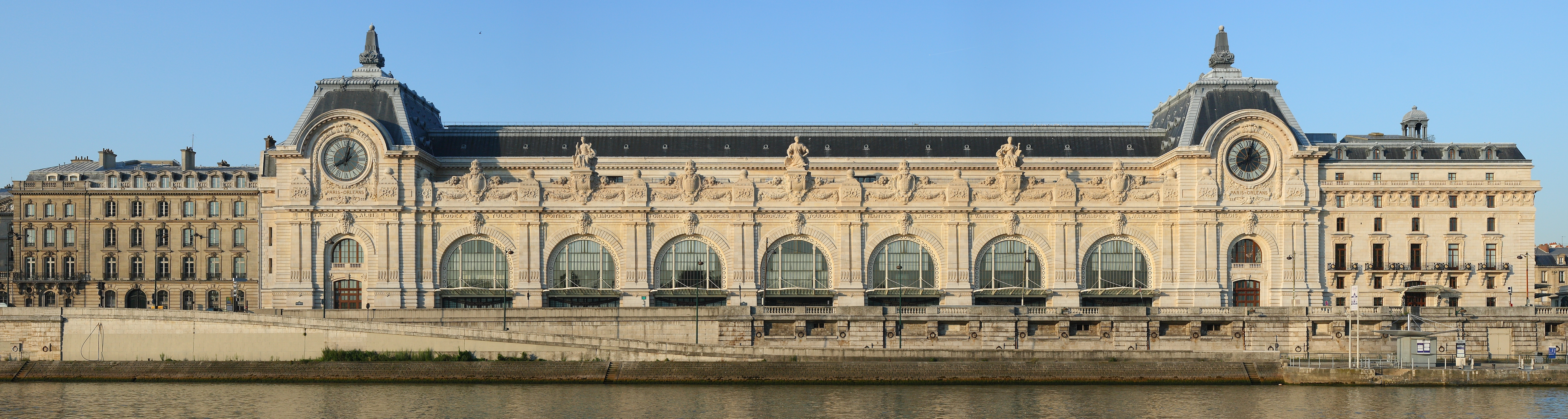
Gare d'Orsay

Gare d'Austerlitz · Gare de la Bastille (gesloopt) · Gare de Bercy · Gare de l'Est · Gare de Lyon · Gare Montparnasse · Gare du Nord · Gare d'Orsay (hergebruikt als museum) · Gare Saint-Lazare · Lijst van RER-stations